# Jemadža
Jemadža boginja mati in boginja rojstva pri Jorubih v Nigeriji.
Jemadža, tudi Jemandža, hčerka Obatale in Odudue ter Aganjujeva sestra in žena, je mati vodovja in rib. Posilil jo je sin Orungan. Na begu pred njim je pri Ifeju padla. Preden se je je sin lahko ponovno polastil, se je razpočila na dvoje in iz njenega telesa je skošilo 15 božanstev.